# Petra Percher-Kropf
Petra Percher-Kropf (* 1972 in Klagenfurt als Petra Percher) ist eine österreichische Journalistin.

## Leben
Nach dem Abschluss der Matura an der Handelsakademie in Klagenfurt studierte Percher-Kropf Publizistik & Kommunikationswissenschaften in Fächerkombination mit BWL, Soziologie und Philosophie an der Universität Wien. Bereits 1992 arbeitete sie als freie Mitarbeiterin für die Kleine Zeitung. 1995 trat sie schließlich in die Redaktion der Presse ein, wo sie anfangs im Ressort Chronik tätig war. 1997 wechselte Percher-Kropf ins Wirtschaftsressort „Economist“ und leitete u. a. die Bereiche Neue Medien und Karriere. 2005 bis 2014 war Percher-Kropf Chefredakteurin des Magazins Schaufenster, dessen Relaunch sie 2005 durchführte. Percher-Kropf war auch für den Online-Auftritt DiePresse.com/Schaufenster verantwortlich. 2008 konzipierte sie die erste Green-Ausgabe des Schaufenster, die Luxus und Nachhaltigkeit verbindet und zweimal jährlich erscheint. 2011 erscheint das Buch „Green Hotels – 100 exklusive Reiseziele für nachhaltige Erholung“ beim Brandstätter Verlag. Parallel baute sie mit ihrem Mann Robert Kropf die digitalen Empfehlungsplattformen A-List.at und Insiderei.com auf, bis sie 2014 als Geschäftsführerin und Chefredakteurin ganz in das Familienunternehmen Insider Publishing GmbH wechselte. 2022 gründete sie mit Robert Kropf eine Kollektion nachhaltiger Hotels und visionärer Hoteliers: die „Change Maker Hotels“, zu der mehr als 40 Hotels in Österreich, Deutschland und Südtirol zählen. Einmal im Jahr finden die Change Maker Days statt.

## Auszeichnung
- 2009 Vienna Fashion Award in der Kategorie Fashion Editor